# Pixel 4a
Le Pixel 4a et le Pixel 4a (5G) sont des smartphones Android de la gamme des Google Pixel. Ce sont des variantes milieu de gamme du Pixel 4 et du Pixel 4 XL. Ils sont officiellement annoncés le 3 août 2020, mais seul le Pixel 4a est présenté ce jour-là. Le Pixel 4a (5G) est présenté à son tour le 30 septembre 2020,. C'est une version XL du 4a, qui permet d'utiliser les réseaux de téléphonie mobile 5G.

## Caractéristiques

### Design et matériel

Schéma du dos du Pixel 4a, montrant le module caméra en haut à gauche, et le capteur d'empreintes digitales au centre.

Le Pixel 4a et le Pixel 4a (5G) sont proposés en "Simplement Noir" (arrière noir avec bouton d'alimentation vert clair ou bleu clair). Ils sont conçus en polycarbonate. À l'arrière se trouve un capteur d'empreintes digitales au centre, sous le module caméra. Ils possèdent des haut-parleurs stéréo, et une prise Jack 3,5 mm.
Le Pixel 4a utilise un processeur Qualcomm Snapdragon 730G  avec une carte graphique Adreno 618, tandis que le Pixel 4a (5G) possède une puce Qualcomm Snapdragon 765G avec Adreno 620. Les deux smartphones ont 6 Go de RAM, avec 128 Go de stockage interne non extensible. La capacité de la batterie est de 3 140 mAh pour le Pixel 4a et de 3 885 mAh pour le Pixel 4a (5G). La charge rapide 18 W est prise en charge.
Le Pixel 4a et le Pixel 4a (5G) disposent d'un écran OLED 1080p avec prise en charge HDR mesurant respectivement 5,8 pouces et 6,2 pouces. L'écran présente une découpe circulaire dans le coin supérieur gauche pour la caméra frontale, avec un rapport hauteur par largeur de 19,5:9 et un taux de rafraîchissement de 60 Hz.
Le Pixel 4a et le Pixel 4a (5G) ont un module carré surélevé pour la caméra. Le Pixel 4a a une caméra arrière, avec un capteur de 12,2 mégapixels et une ouverture de f/1.7 ; le Pixel 4a (5G) dispose en plus d'un capteur ultra grand angle de 16 mégapixels. La caméra frontale a une définition de 8 mégapixels et une ouverture de f/2. Les deux téléphones peuvent enregistrer des vidéos à une définition 4K, limitées à 30 ips pour le Pixel 4a.

### Logiciel
Le Pixel 4a est fourni avec Android 10 et le Pixel 4a (5G) avec Android 11. Les deux téléphones ont droit à 3 ans de mises à jour d'Android.